# Hüse Csaba
Hüse Csaba (Eger, 1974. augusztus 14. –) magyar színművész.

## Életpályája
1992-1994 között az egri Gárdonyi Géza Színház Kelemen László Stúdiójának tanulója volt. 1994-1997 a Gárdonyi Géza Színház, 1997-2003 között a kecskeméti Katona József Színház, 2003-2012 között ismét a Gárdonyi Géza Színház tagja volt. 2012-2018 között, majd 2019-2024 között ismét a kaposvári Csiky Gergely Színház színésze volt.
Volt felesége Mészáros Sára színésznő. Párja Varga Zsuzsa színésznő.

## Főbb színházi szerepei
- Kerékgyártó István: RÜKVERC (Szereplő) - 2016/2017
- Agatha Christie: AZ EGÉRFOGÓ (Trotter felügyelő) - 2016/2017
- Szörényi Levente - Bródy János: KŐMŰVES KELEMEN (Boldizsár) - 2016/2017
- Bereményi Géza: SHAKESPEARE KIRÁLYNŐJE (Essex, a királynő kegyence) - 2016/2017
- Pierre Augustin Caron de Beaumarchais: FIGARO HÁZASSÁGA (Almaviva gróf , Andalúzia kormányzója) - 2015/2016
- Lehár Ferenc: LUXEMBURG GRÓFJA (René) - 2015/2016
- Tim Rice - A.Lloyd Webber - Miklós Tibor: JÉZUS KRISZTUS SZUPERSZTÁR (Pilátus) - 2015/2016
- Neil Simon: MEZÍTLÁB A PARKBAN (Paul Bratter) - 2015/2016
- Ábrahám Pál - Alfred Grünwald - Fritz Löhner-Beda: BÁL A SAVOYBAN(Henry De Faublas márki) - 2014/2015
- Móricz Zsigmond - Kocsák Tibor - Miklós Tibor: LÉGY JÓ MINDHALÁLIG (Valkay tanár úr) - 2014/2015
- Rose Reginald: TIZENKÉT DÜHÖS EMBER (8. sz. Esküdt) - 2013/2014
- David Seidler: A KIRÁLY BESZÉDE (Bertie, York hercege) - 2013/2014
- Zágon István - Nóti Károly - Eisemann Mihály: HIPPOLYT, A LAKÁJ(Hippolyt) - 2013/2014
- Móra Ferenc - Fábri Zoltán - Deres Péter: HANNIBÁL TANÁR ÚR (Török, matematika-fizika tanár) - 2012/2013
- Szakonyi Károly: ADÁSHIBA (Dönci) - 2012/2013
- Jacques Offenbach: SZÉP HELÉMA (Párisz) - 2012/2013
- CSÍKSOMLYÓI PASSIÓ (Drumó, Farizeus1) - 2011/2012
- Julius Brammer - Kálmán Imre - Alfred Grünwald: CIRKUSZHERCEGNŐ(Slukk Tóni) - 2011/2012
- Egressy Zoltán: SÓSKA, SÜLTKRUMPLI (Művész, partjelző) - 2011/2012
- Tim Rice - A.Lloyd Webber - Miklós Tibor: JÉZUS KRISZTUS SZUPERSZTÁR (Pilátus) - 2010/2011
- Martos Ferenc - Huszka Jenő: GÜL BABA (Gábor diák) - 2010/2011
- Mihail Bulgakov: A MESTER ÉS MARGARITA (Korovjov, Woland kísérője)- 2010/2011
- Csiky Gergely: PROLIK (INGYENÉLŐK) (Házmester) - 2010/2011
- Paul Claudel: A SELYEMCIPŐ (Léon Testvér, A Nápolyi Alkirály, Don Ramire) - 2010/2011
- HÍRLAP SZÍNHÁZ (Szereplő) - 2009/2010
- Szakcsi Lakatos Béla - Csemer Géza: CIGÁNYKERÉK (Zakariás, festő) - 2009/2010
- Horváth Péter: KERTI MULATSÁG AVAGY ÍRÓK A FOGASON(Küszöb, kutya) - 2009/2010
- Márton László: A TÖRÖTT NÁDSZÁL (Nagy Tamás, diák, később katona) - 2009/2010
- CSÖRGESS MEG! (Szereplő) - 2009/2010
- William Shakespeare: SZENTIVÁNÉJI ÁLOM (Vinkli) - 2009/2010
- Bob Fosse - Fred Ebb - John Harold Kander: CHICAGO (Amos Hart) - 2008/2009
- Visky András: ALKOHOLISTÁK (Fiatal angyal, Kálmán atya) - 2008/2009
- Pjotr Iljics Csajkovszkij - Ernst Theodor Amadeus Hoffmann: DIÓTÖRŐ(Drosselmeyer nagybácsi, Órásmester, Órásmester, Drosselmeyer nagybácsi) - 2008/2009
- Presser Gábor - Sztevanovity Dusán - Horváth Péter: A PADLÁS (Rádiós) - 2008/2009
- Mihail Bulgakov: IVÁN, A RETTENTŐ (Jakin, filmrendező, Svéd követ) - 2008/2009
- Cole Porter: MI JÖHET MÉG? (Billy Crocker, Whitney ifjú alkalmazottja, Billy Crocker, Whitney ifjú alkalmazottja) - 2007/2008
- Eisemann Mihály - Somogyi Gyula - Zágon István: FEKETE PÉTER (Lucien Ouvrier) - 2007/2008
- Arnold Wesker: A KONYHA (Michael) - 2007/2008
- Márton László: A NAGYRATÖRŐ (Simone Genga, építész és orvos) - 2007/2008
- Jókai Mór: AZ ARANYEMBER (Tímár Mihály) - 2007/2008
- Lehár Ferenc: LUXEMBURG GRÓFJA (Brissard) - 2006/2007
- William Shakespeare: A TÉL MESÉJE (Florizel, a fia) - 2006/2007
- Gyárfás Miklós: TANULMÁNY A NŐKRŐL (Egri Péter) - 2005/2006
- Henrik Ibsen: KÍSÉRTETEK (Osvald Alving, a fia) - 2005/2006
- Molnár Ferenc: A PÁL UTCAI FIÚK (Csele) - 2005/2006
- Kellér Dezső - Szilágyi László - Harmath Imre - Ábrahám Pál: 3:1 A SZERELEM JAVÁRA (Károlyi Gyurka) - 2005/2006
- Tim Rice - A.Lloyd Webber - Miklós Tibor: JÉZUS KRISZTUS SZUPERSZTÁR (Pilátus) - 2004/2005
- James Rado - Gerome Ragni - McDermot: HAIR (Claude) - 2004/2005
- Békés Pál - Melis László: DEZSAVÜ (Szereplő) - 2004/2005
- Makszim Gorkij: ÉJJELI MENEDÉKHELY (Aljoska) - 2004/2005
- Nemes Nagy Ágnes - Novák János: BORS NÉNI (Titilla) - 2003/2004
- William Shakespeare: TÉVEDÉSEK VÍGJÁTÉKA (Baltazár, kereskedő) - 2003/2004
- Frederick Loewe - Alan Jay Lenrner: MY FAIR LADY (Freddy Eynsford-Hill)- 2003/2004
- Böhm György - Korcsmáros György: OTHELLÓ GYULAHÁZÁN (Telek Ádám, a karakterszínész) - 2003/2004
- Rákos Péter - Bornai Tibor: A MUMUS (Dani) - 2003/2004
- Vajda Katalin: ANCONAI SZERELMESEK (Lucrezio, egyetemi hallgató ) - 2003/2004
- Abe Burrows - Cole Porter: KÁNKÁN (Etienne költő) - 2002/2003
- Dés László - Nemes István - Böhm György - Horváth Péter - Korcsmáros György: VALAHOL EURÓPÁBAN (Paraszt, Hadirokkant, Paraszt, Katona, Katona) - 2002/2003
- Szirmai Albert - Bakonyi Károly - Gábor Andor: MÁGNÁS MISKA (Técsey Pixi gróf ) - 2002/2003
- Kálmán Imre: A CIGÁNYPRÍMÁS (Gaszton de Szapáry gróf, Irinoy grófnő fia) - 2001/2002
- Szirmai Albert - Bakonyi Károly - Gábor Andor: MÁGNÁS MISKA (Baracs István, mérnök) - 2001/2002
- William Shakespeare: MAKRANCOS HÖLGY AVAGY A HÁRPIA MEGZABOLÁZÁSA (I.szolga, Biondello, Lucentio szolgája) - 2000/2001
- Katona József: BÁNK BÁN (II.Endre, a magyarok királya) - 2000/2001

## Díjai és kitüntetései
- Komor-gyűrű (2016, 2023)[5][12]